# ترینه باکه
ترینه باکه (انگلیسی: Trine Bakke؛ زادهٔ ۱۱ فوریهٔ ۱۹۷۵) اسکی‌باز آلپاین اهل نروژ است.